# Electrolysis Project
Electrolysis Project (ou e10s) é um projeto da Mozilla para Firefox, tendo por objetivo introduzir arquitetura multi-processo. Está disponível apenas para os canais de atualização "Nightly" e "Aurora", conforme 12 de fevereiro de 2015.
A Mozilla anunciou o e10s em 2009, mas o desenvolvimento ficou parado por alguns anos, até recomeçar recentemente. O objetivo do projeto Electrolysis atual é renderizar e executar conteúdo relacionado à web em um único processo de fundo para conteúdo, que comunique-se com o processo principal do Firefox via vários protocolos ipdl.
Este modelo trás duas grandes vantagens: segurança, através do sandboxing; e desempenho, advindo do fato de que múltiplos processos aproveitam melhor o poder computacional do cliente.
e10s implementa o "Mozilla's InterProcess Communications Protocol" (IPCP) para comunicações com o processo-pai do Firefox.